# Harmi
Harmi es una localidad del municipio de Kose en el condado de Harju, Estonia. A finales del año 2011, contaba con una población censada de 47 habitantes. 
Se encuentra ubicada en el centro-sur del condado, a poca distancia al sur de Tallin y de la costa del mar Báltico, cerca del río Pirita y de la frontera con los condados de Rapla y Järva.